# 60558 Ехекл
60558 Ехекл (60558 Echeclus), як комета 174P/Ехекла (174P/Echeclus) — кентавр, відкритий 3 березня 2000 року; він був 21.0m на час відкриття. Назва походить від імені кентавра грец. Έχεκλος із грецької міфології. Розрахунковий діаметр 60558 Echeclus складає ≈84 км або 65 км.
У цього кентавра спостерігалася кометна кома й він має кометне позначення 174P/Echeclus. 60558 Echeclus спорадично активний на всій своїй орбіті на відстанях, що знаходяться занадто далеко для сублімації водяного льоду, який є джерелом активності більшості комет. Натомість була зафіксована лінія емісії CO, хоча обчислене значення виробництва CO суттєво менше, ніж 29P/Швассмана-Вахмана 1 і C/1995 O1 (Гейла — Боппа), але зрівнянне з 2060 Хірон.